# Szárnyatlan rovarok
A szárnyatlan rovarok, vagy elsődlegesen szárnyatlan rovarok (Apterygota) elnevezés apró, fürge rovarok alosztály szintű parafiletikus csoportjára utal.

## Besorolásuk változásai
Az Apterygota csoport osztályozása és összetétele az idők folyamán változott. A 20. század közepén négy rendet (Collembola, Protura, Diplura és Thysanura) soroltak ide. A szigorúbb, kladisztikus módszer szerint az alosztály parafiletikusnak bizonyult. Míg az első három csoport monofiletikus csoportot alkot, az Entognatha-t („belső szájszervűek”), melyek megkülönböztető jegye a fejtokba mélyen visszahúzható szájszerv, a Thysanura úgy tűnt, közelebbi rokonságban van a szárnyas rovarokkal (Pterygota). A Thysanura+Pterygota csoport monofiletikusságát bizonyító legszembetűnőbb szünapomorfia, hogy hiányoznak az antenna szegmenseit összekötő izmok, amelyek az Entognatha, a soklábúak (Myriapoda) és a rákok (Crustacea) csoportjaiban jelen vannak. Ezért a csoportot együtt gyakran Amyocerata néven említik, ami „antennaizom nélkülit” jelent.
Ezen túl az is valószínű, hogy a Thysanura közelebb áll a Pterygota-hoz, mint az Archaeognatha-hoz, ami miatt még az antennaizom nélküli szárnyatlan rovarok is valószínűleg parafiletikusak.

## Származásuk, elterjedésük
Megkülönböztető jegyük, hogy szárnyatlanok, és nem az evolúció során veszítették el szárnyaikat. Legkorábban devon kori, 417-354 millió éves rétegekben találkoztak velük.
Ősi alakok lévén túl száraz vagy fagyos élőhelyek kivételével minden szárazföldön megtalálhatók.

## Megjelenésük, felépítésük
Legjellemzőbb tulajdonságuk, hogy pleziomorf módon szárny nélküliek. Néhány más rovarnál, pl. a bolháknál szintén előfordul a szárny nélküliség, de ott ez apomorf jelleg, szárnyas rovaroktól származnak, csak az evolúció során elveszítették őket (másodlagosan szárnyatlan rovarok). Ezzel ellentétben az Apterygotát ősi rovarok egy csoportja alkotja, amelyek fejlődése még a rovarszárny kifejlődése előtt különvált a többi rovarétól.
A szárnyatlan rovarok, ha repülésre nem is, de irányított sikló leereszkedésre képesek. Felmerült, hogy ez afféle repülést megelőző jelenség, amiből a rovarok később kifejlesztették a szárnyakkal való repülés képességét.
Az Apterygoták néhány más, a többi rovarra nem jellemző primitív jelleggel is rendelkeznek. A hímek spermatoforákat, azaz hímivarsejtcsomagokat raknak le a nőstény belső megtermékenyítése helyett. A fiatal szárnyatlan rovarok hasonlítanak az imágókra, és nem mennek át jelentős átalakuláson, még különálló nimfaállapotot sem igen lehet megkülönböztetni náluk. Egész életük során vedlenek, több fejlődési stádiummal (instar) az ivarérettség elérése után is, míg a többi rovarnak általában egyetlen ivarérett fejlődési stádiuma van.
A szárnyatlan rovarokon apró függelékek, farcsuták (stylus/styli) találhatók egyes potrohi szegmenseken, ez végtag eredetű, de nem valódi láb, nem használható helyváltoztató mozgásra. A potrohon hosszabb, páros fartoldalékaik (cercus/cerci) is vannak, valamint egy középső helyzetű, farokszerű, kaudális helyzetű végfonal (caudal filament).
Bőrük vékony, emiatt áttetszőnek tűnnek.

## Életmódjuk, élőhelyük
Nimfáik (fiatalabb állapotaik) hasonlítanak a kifejlett példányokra. Végleges alakjukat fokozatosan, kifejléssel érik el. Veszélyeztetett fajuk nem ismert.